# War-Jaintia jezik
War-Jaintia jezik (alternativno i amwi, khasi, war; ISO 639-3: aml), jedan od četiri khasi jezika, šire sjeverne mon-khmerske skupine, kojim govori oko 28 000 ljudi, poglavito u Bangladešu uz indijsku granicu i u Indiji u planinama Khasi i Jaintia u državama Assam i Meghalaya.
Upotrebljava se i u osnovnoj školi; pismo: latinica. Nije isto što i war dijalekt jezika khasi [kha].

## Vanjske poveznice
- Ethnologue (14th)
- Ethnologue (15th)